# Ультрафиолетовое излучение

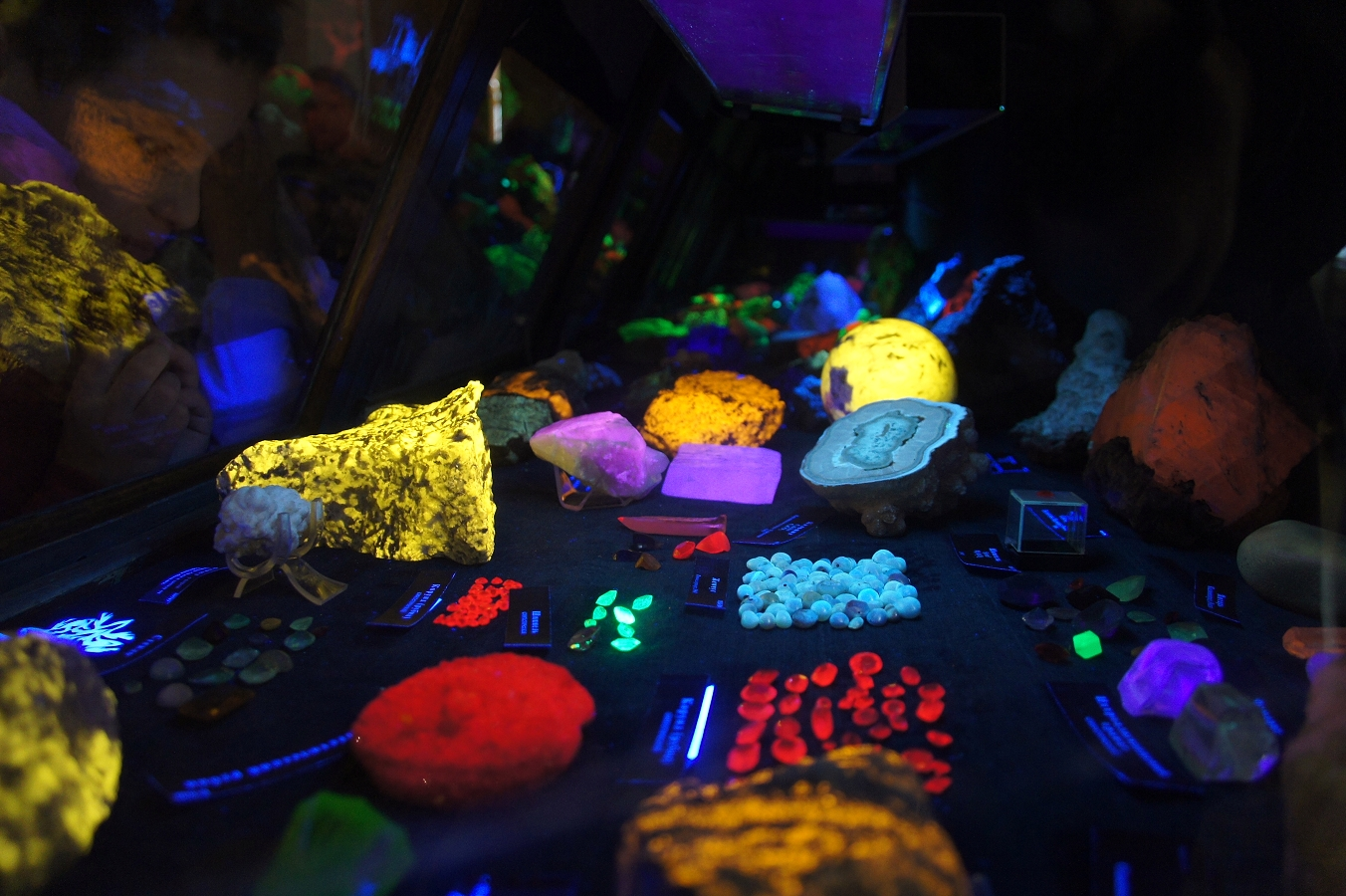
Люминесценция минералов в ультрафиолетовом излучении (подсвечены лампой Вуда)

Ультрафиоле́товое излуче́ние (ультрафиолетовые лучи, ультрафиолетовая радиация, УФ-излучение; лат. ultra — сверх, за пределами + violet — фиолетовый) — электромагнитное излучение, занимающее спектральный диапазон между видимым и рентгеновским излучениями. Длины волн УФ-излучения лежат в интервале от 10 до 400 нм (7,5⋅1014—3⋅1016 Гц). В разговорной речи может использоваться также наименование «ультрафиолет».

## История открытия

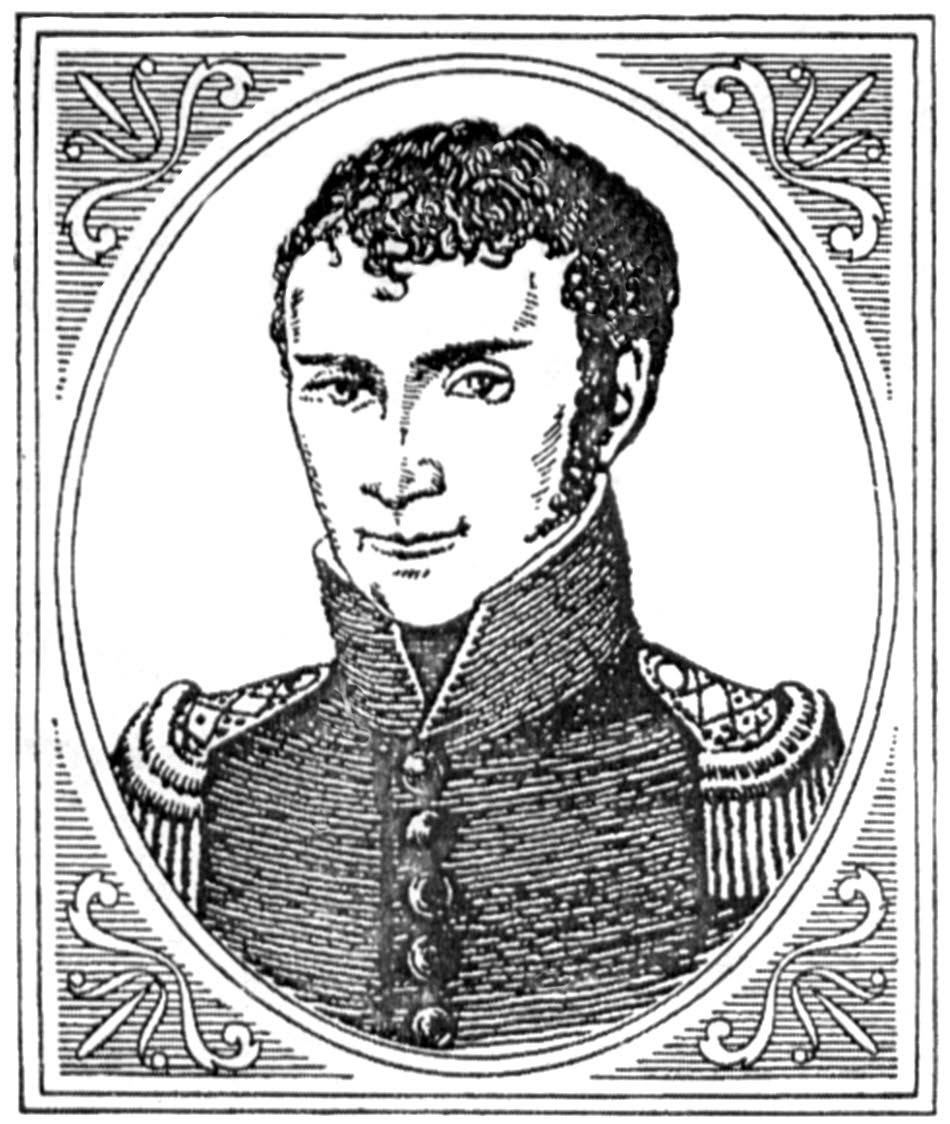
Иоганн Вильгельм Риттер, 1804 год

После того, как было обнаружено инфракрасное излучение, немецкий физик Иоганн Вильгельм Риттер начал поиски излучения и далее противоположного конца видимого спектра, с длинами волн меньше, чем у излучения фиолетового цвета.
В 1801 году он обнаружил, что хлорид серебра, разлагающийся под действием света, быстрее разлагается под действием невидимого излучения за пределами фиолетовой области спектра. Хлорид серебра белого цвета в течение нескольких минут темнеет на свету. Разные участки спектра по-разному влияют на скорость потемнения. Быстрее всего это происходит перед фиолетовой областью спектра. Тогда многие учёные, включая Риттера, пришли к соглашению, что свет состоит из трёх отдельных компонентов: окислительного или теплового (инфракрасного) компонента, осветительного компонента (видимого света) и восстановительного (ультрафиолетового) компонента.
Идеи о единстве трёх различных частей спектра впервые появились лишь в 1842 году в трудах Александра Беккереля, Мачедонио Меллони и др.

## Подтипы
Электромагнитный спектр ультрафиолетового излучения может быть по-разному поделён на подгруппы. Стандарт ISO по определению солнечного излучения (ISO-DIS-21348) даёт следующие определения:
| Наименование                            | Длина волны, нм | Частота, ПГц | Количество энергии на фотон, эВ | Аббревиатура |
| --------------------------------------- | --------------- | ------------ | ------------------------------- | ------------ |
| Ближний                                 | 400 – 300       | 0,75 – 1     | 3,1 – 4,13                      | NUV          |
| Ультрафиолет А, длинноволновой диапазон | 400 – 315       | 0,75 – 0,952 | 3,1 – 3,94                      | UVA          |
| Средний                                 | 300 – 200       | 1 – 1,5      | 4,13 – 6,20                     | MUV          |
| Ультрафиолет B, средневолновой          | 315 – 280       | 0,952 – 1,07 | 3,94 – 4,43                     | UVB          |
| Дальний                                 | 200 – 122       | 1,5 – 2,46   | 6,2 – 10,2                      | FUV          |
| Ультрафиолет С, коротковолновой         | 280 – 100       | 1,07 – 3     | 4,43 – 12,4                     | UVC          |
| Вакуумный                               | 200 – 10        | 1,5 – 30     | 6,2 – 124                       | VUV          |
| Экстремальный                           | 121 – 10        | 2,48 – 30    | 10,2 – 124                      | EUV, XUV     |

Ближний ультрафиолетовый диапазон часто называют «чёрным светом», так как он не распознаётся человеческим глазом, но при отражении от некоторых материалов спектр переходит в область видимого излучения вследствие явления фотолюминесценции. Но при относительно высоких яркостях, например, от светодиодов, глаз замечает фиолетовый свет, если излучение захватывает границу видимого света 400 нм.
Для дальнего и экстремального диапазона часто используется термин «вакуумный» (VUV) ввиду того, что волны этого диапазона сильно поглощаются любыми веществами, в том числе атмосферой Земли. Формальной границей вакуумного ультрафиолета можно считать 105 нм, длину волны, до которой прозрачен фторид лития, вещество с самым глубоким окном прозрачности в коротковолновой части спектра

## Источники ультрафиолета

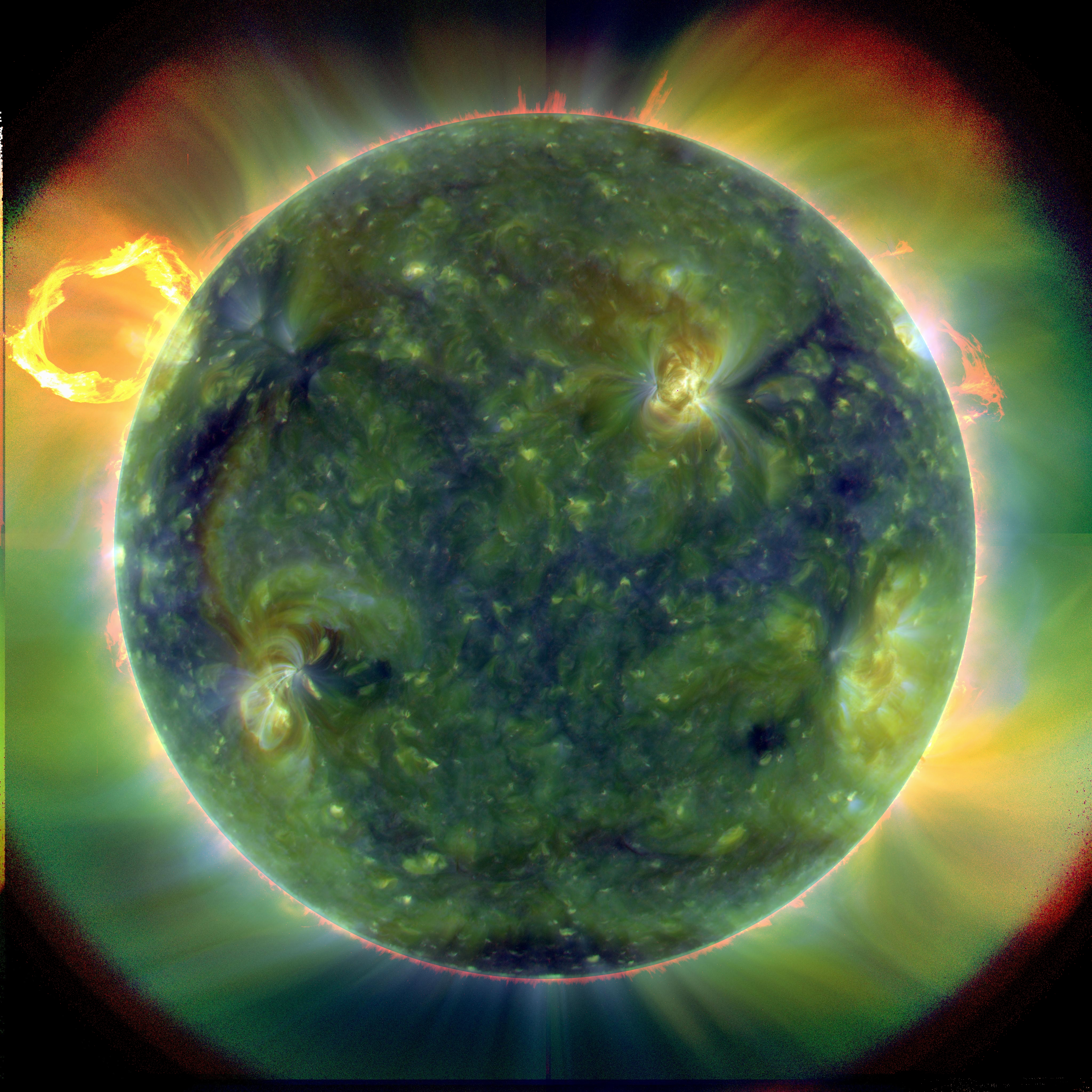
Комбинированное изображение Солнца в нескольких сильных спектральных линиях экстремального ультрафиолета

### Искусственные источники

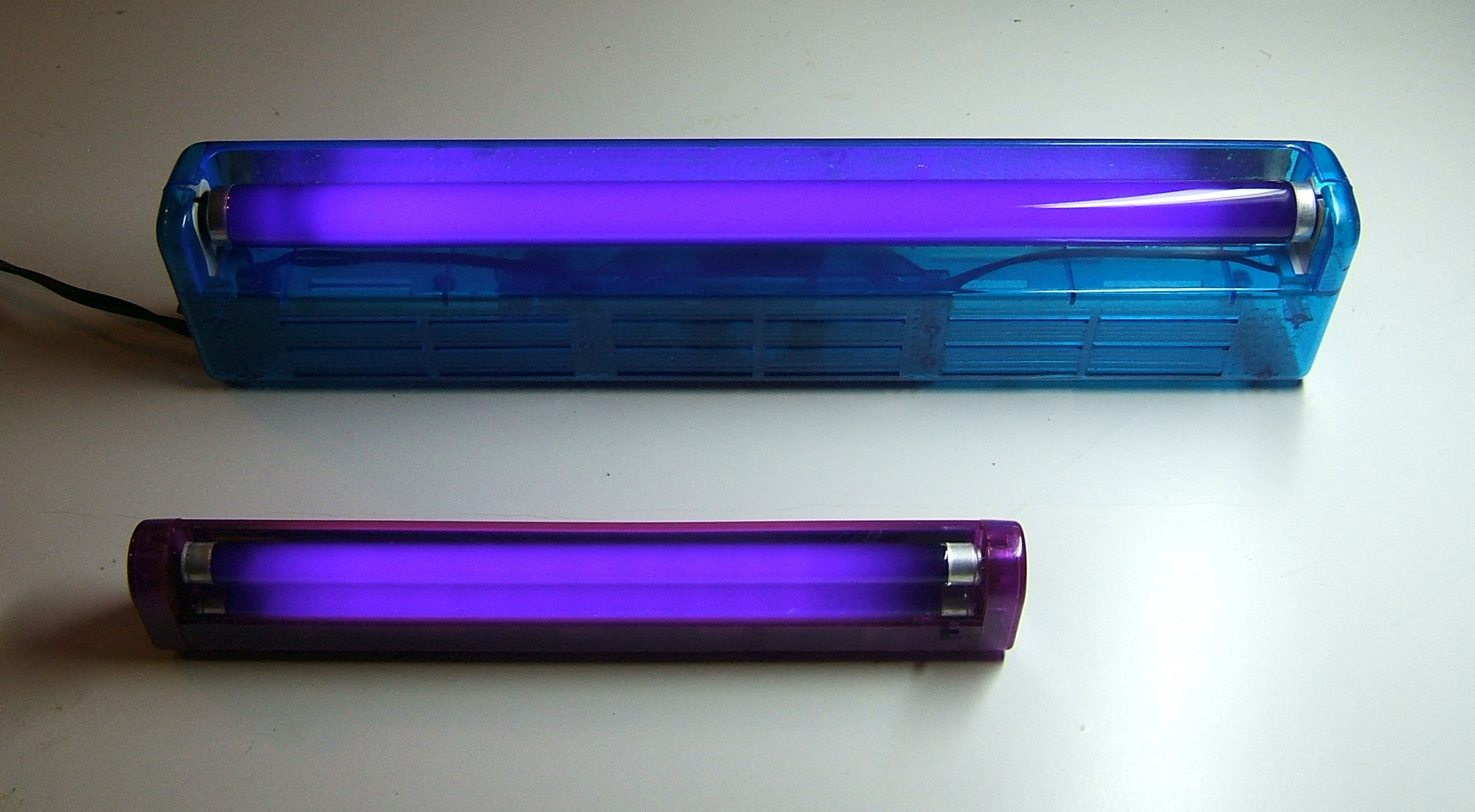
Две ультрафиолетовые лампы (лампы Вуда), обе лампы излучают «длинные волны» (УФ-А), длина которых находится в диапазоне от 350 до 370 нм

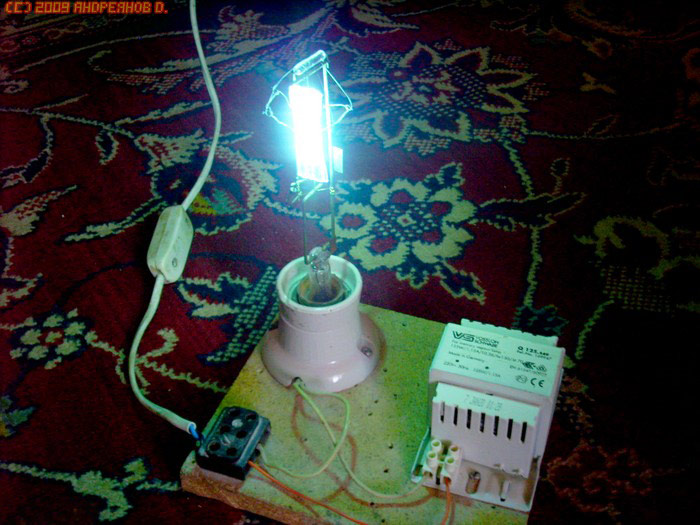
Лампа ДРЛ без внешней колбы (покрытой люминофором) — мощный источник жесткого ультрафиолетового излучения. Во время работы представляет опасность для зрения и кожи, УФ-излучение с длиной волны 185-186 нм ответственно за образование озона, токсичного при вдыхании

#### Воздействие на кожу

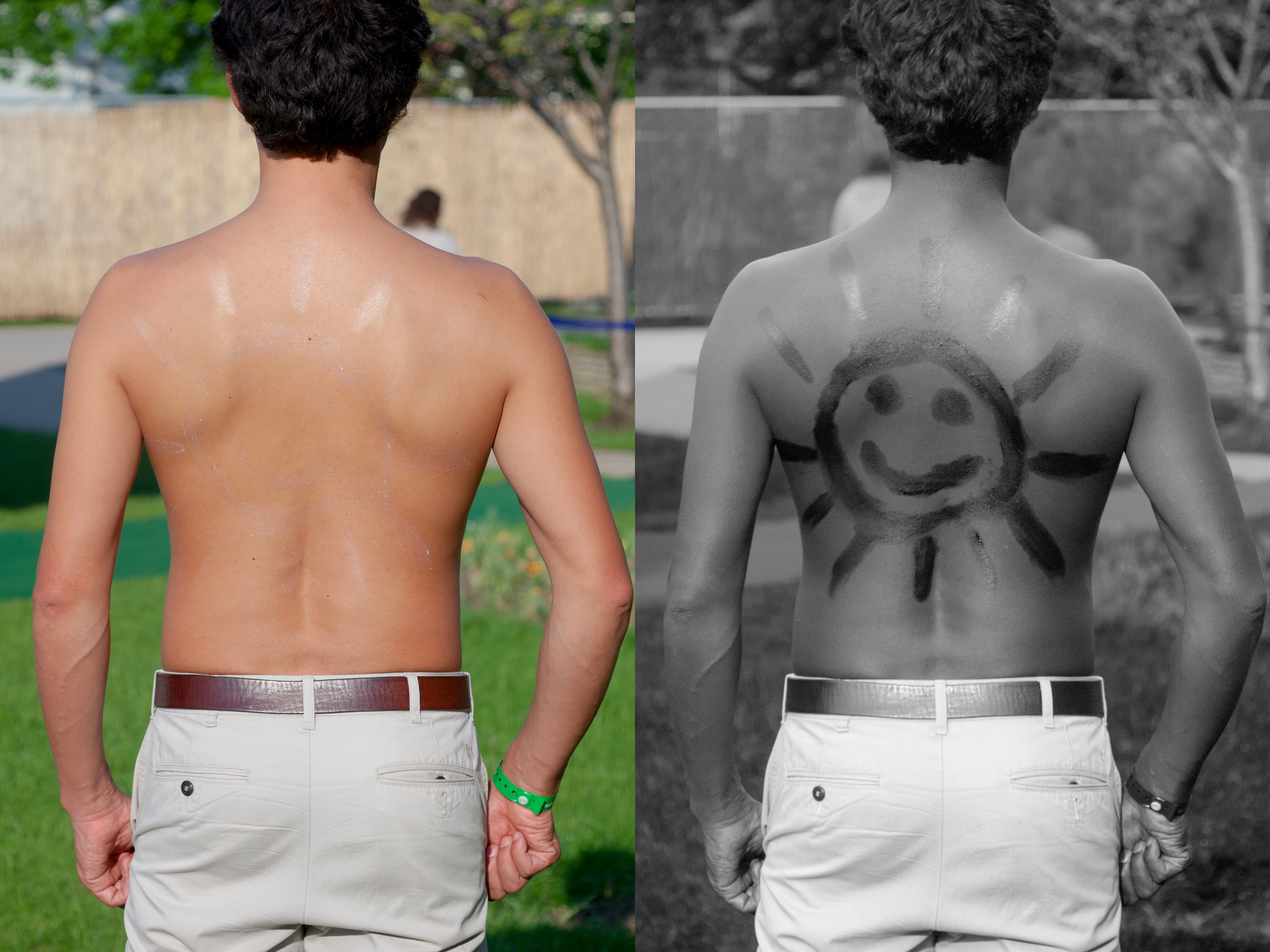
Блокировка ультрафиолетового излучения защитными кремами. Правое фото сделано в УФ-лучах, крем нанесён в виде рисунка

### Чёрный свет

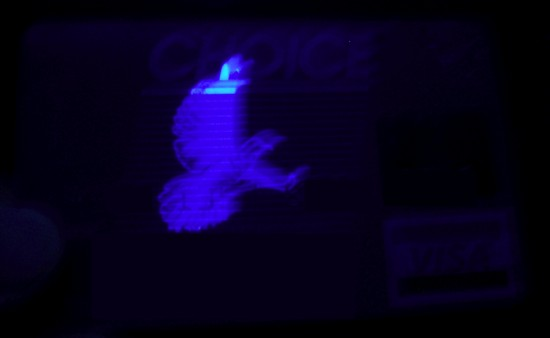
На кредитных картах VISA при освещении УФ-лучами появляется скрытое изображение

#### Обеззараживание воздуха и поверхностей

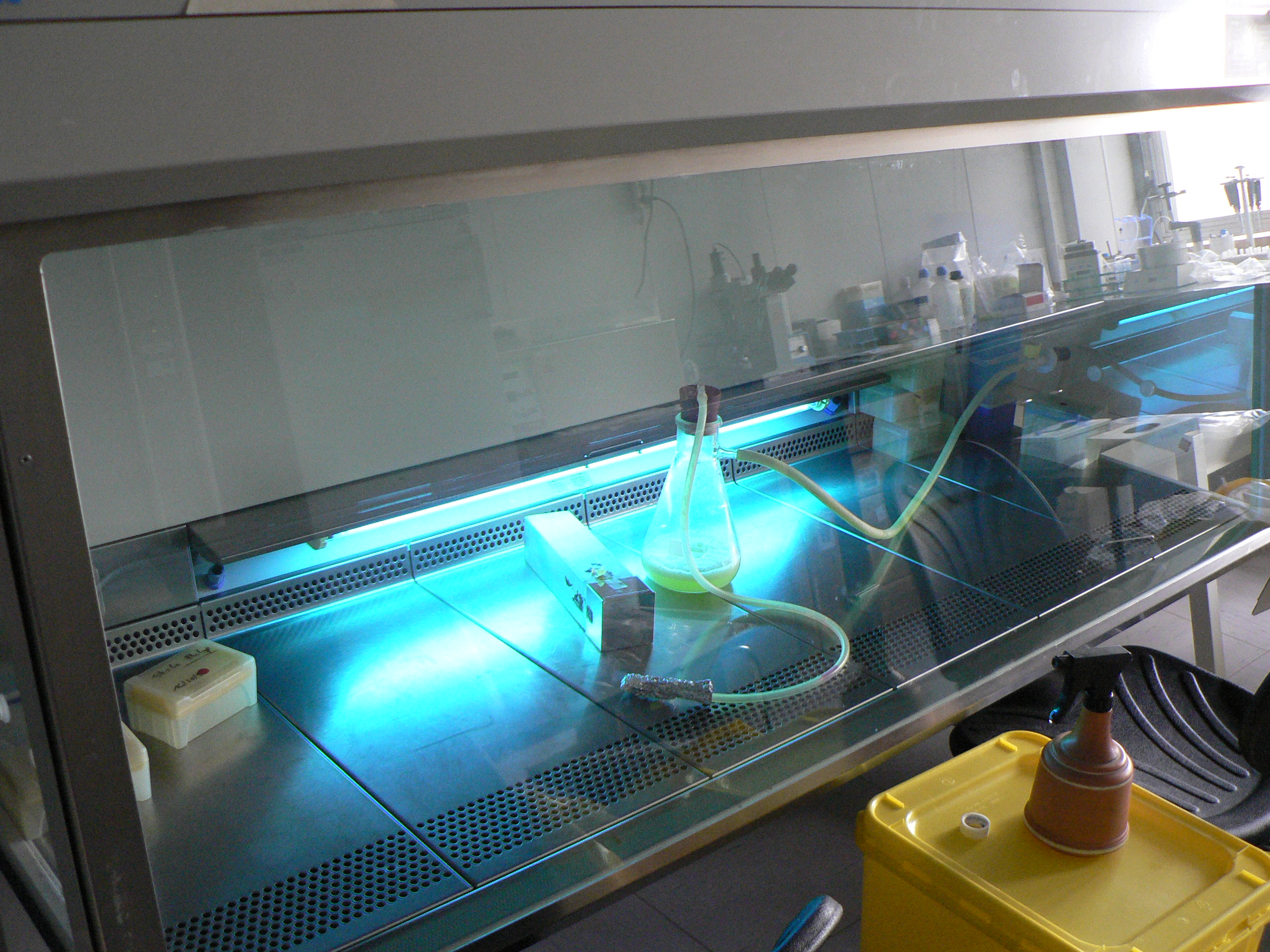
Кварцевая лампа, используемая для стерилизации в лаборатории

### В полиграфии

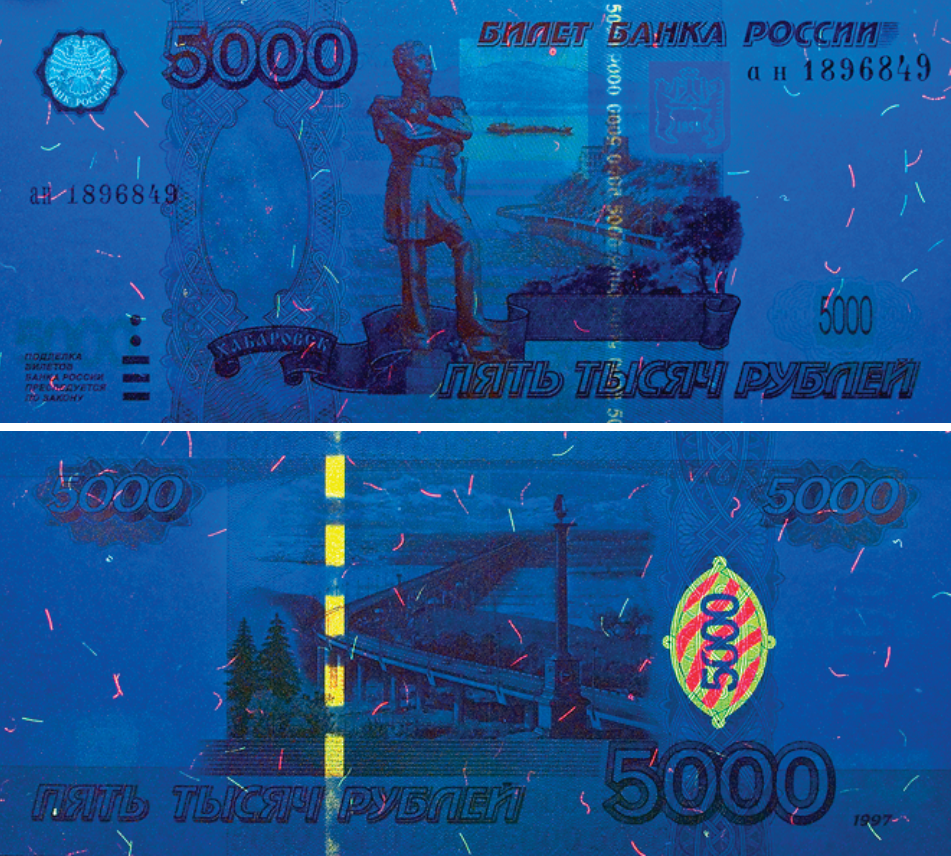
Денежная купюра в ультрафиолетовом излучении